# José Justo Gómez de la Cortina
José Justo Gómez de la Cortina y Gómez de la Cortina (Ciudad de México, 9 de agosto de 1799 - ibídem, 6 de enero de 1860), III conde de la Cortina, fue un aristócrata, diplomático, escritor, político y académico mexicano, fundador de la Academia de la Lengua (precursora de la actual Academia Mexicana de la Lengua). Fue hermano del humanista Joaquín Gómez de la Cortina, primer marqués de Morante.

## Estudios y diplomático de España
Sus padres fueron Vicente Gómez de la Cortina y Salceda y María Ana Gómez de la Cortina, segunda condesa de la Cortina. A los 15 años de edad viajó a Madrid para realizar sus estudios en el Colegio de San Antonio Abad y en la academia militar de Alcalá de Henares.  Inició su carrera diplomática al ser nombrado agregado de la embajada de España en Constantinopla. Sin embargo no pudo cumplir esta primera misión por haberse declarado una epidemia de peste, razón que le impidió llegar a su destino y le obligó a permanecer en Trieste. Posteriormente fue nombrado agregado para las embajadas de España en Holanda, Austria, Inglaterra y Francia.
En 1827, fue ascendido a secretario de legación en Hamburgo llegando a ser ministro en 1830. Poco después, fue nombrado introductor de embajadores por S.M. el rey Fernando VII de España, quien además le dio el grado de coronel en el ejército y lo designó gentilhombre de su cámara. De esta forma cambió su residencia a Madrid.  En 1829 ingresó a la Real Academia de la Historia. Fue socio de mérito de la Real Academia Económica de Valencia. En su casa se relacionó con diversos escritores españoles y mantuvo correspondencia con Alexander von Humboldt, François-René de Chateaubriand y Benjamin Constant de Rebecque.

## Vida política en México
En 1832, debido a las constantes peticiones de sus padres, regresó a la Ciudad de México, donde se dedicó a servir a la naciente república. Fue nombrado teniente coronel del Regimiento de Comercio, puesto destinado a mantener el orden público. Escribió un folleto llamado Cartilla social sobre los derechos y obligaciones del hombre en la sociedad civil, regalando mil ejemplares al presidente Manuel Gómez Pedraza, la tirada se agotó y el folleto llegó a editarse ocho veces más. El 23 de junio de 1833 el presidente Antonio López de Santa Anna y el vicepresidente Valentín Gómez Farías expidieron una ley —conocida popularmente como la Ley del Caso— que ordenaba la expulsión de políticos, eclesiásticos, militares y escritores que se opusieran a sus reformas radicales. Por tal motivo, abandonó el país. No obstante, poco después, el propio Santa Anna le pidió que regresara junto con otros desterrados. En 1834, fue elegido diputado del Distrito Federal, y del 13 de octubre de 1835 al 15 de octubre de 1836 fue gobernador de la entidad. 
En 1838, fue ministro de Hacienda. En 1840, fue presidente del Banco de Avío y ascendido a general graduado de brigada. En 1844, fue senador y oficial mayor del Ministerio de Guerra y Marina. En 1846, por segunda ocasión, fue gobernador del Distrito Federal. En 1848, se vio obligado a renunciar a la nacionalidad mexicana para poder heredar el título nobiliario de su padre muerto en 1842 en Fuentes de Duero (España): Conde de la Cortina.

## Vida académica
En 1833, fue miembro fundador de la Sociedad Mexicana de Geografía y Estadística. En 1835, fundó la llamada Academia de la Lengua, siendo su primer presidente. Aunque la institución fue disuelta, se considera precursora de la actual Academia Mexicana de la Lengua, fundada en 1875. Fue elegido miembro honorario de la Real Academia Española.
Fundó El Zurriago Literario, el cual se publicó de 1839 a 1840 y en 1851, desde esta tribuna, criticó a escritores y políticos. Vivió sus últimos años en Tacubaya, en la Casa de la Bola. Realizó varios donativos a los gobiernos de Santa Anna, así como a sociedades culturales. Su fortuna vino a menos y tuvo que mudarse a la calle de Flamencos. Murió el 6 de enero de 1860.

## Obras publicadas
- Reforma del lujo sin perjuicio de la industria, memoria.
- Diccionario biográfico de españoles célebres, en colaboración con Nicolás de Ugalde.
- Cartilla historial o Método para estudiar la historia, 1829.
- "La calle de don Juan Manuel" en Revista Mexicana, 1835.
- "Euclea o la griega de Tireste" en El Mosaico Mexicano, 1841.
- Diccionario de sinónimos castellanos, 1845 y 1849.
- Manual de voces técnicas de bellas artes, 1848.
- Poliantea colección de la obra del Conde de la Cortina, editada por Manuel Romero de Terreros en 1944.